# کوه ایمئون

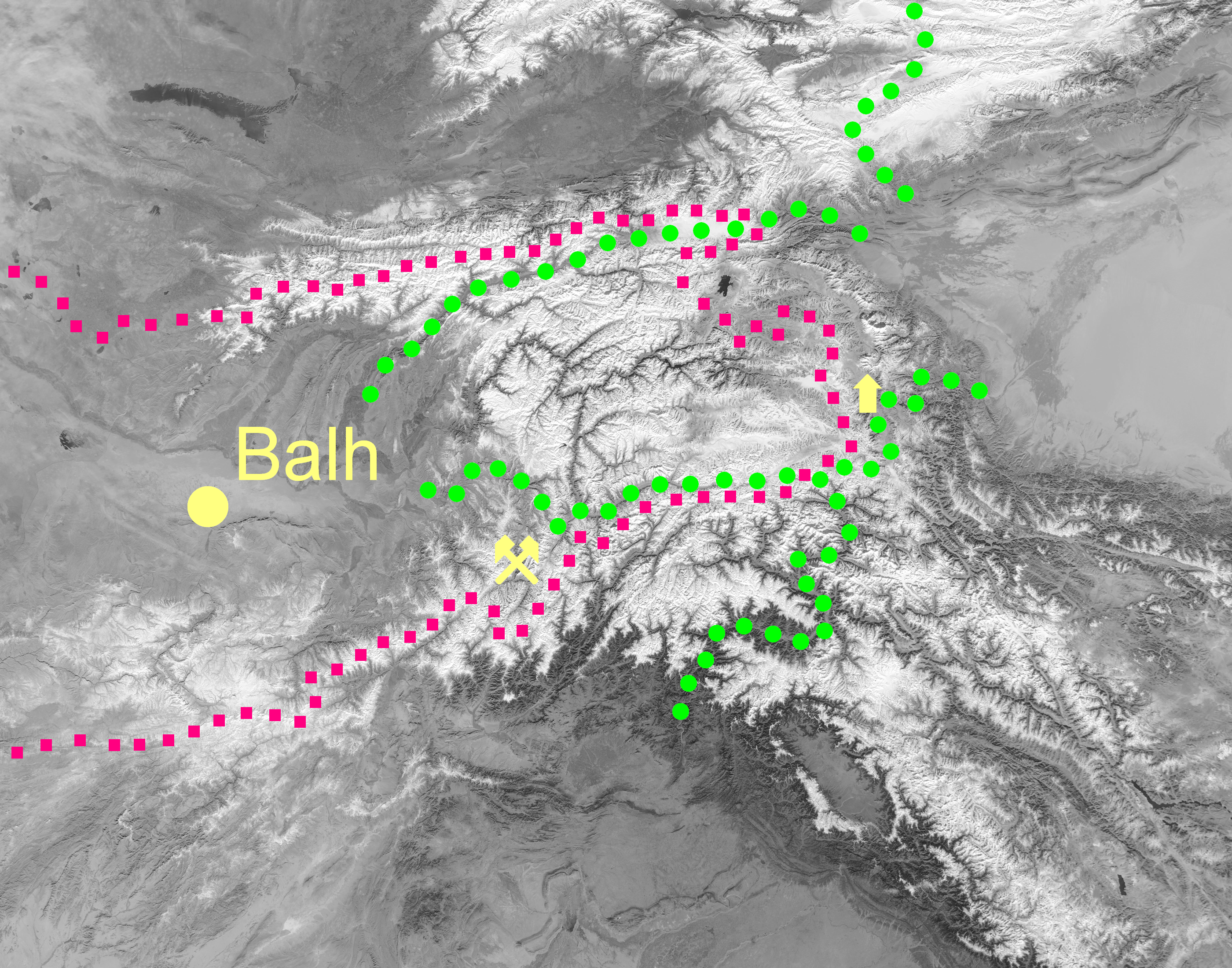
منطقه کوه ایمئون با سرزمین‌های بلغارستانی باستانی به گفته آکادمی سورن تی ارمیان. بازسازی نقشه اصلی «آشخارهاتسویتس» آسیای مرکزی

کوه ایمئون (انگلیسی: Mount Imeon) نامی باستانی برای مجموعه رشته‌کوه‌های آسیای مرکزی است که هندوکش، پامیر و تین شان کنونی را شامل می‌شود که از رشته‌کوه‌های زاگرس در جنوب غربی تا رشته‌کوه آلتای در شمال شرقی و رشته‌کوه‌های کونلون، قره‌قروم و هیمالیا در جنوب شرقی امتداد پیدا می‌کند. این اصطلاح توسط دانشمندان دوره هلنیستی به عنوان «کوه ایمائوس» استفاده می‌شد و ریشه‌شناسی غیریونانی و پیش از دوران اسکندر مقدونی داشته‌است.

## جغرافیا
شرح مفصلی از قلمرو کوهستانی و مردم آن در فهرست جغرافیایی ارمنستان «آشخارهاتسویتس» توسط آنانیا شیراکاتسی در قرن هفتم پس از میلاد (یا احتمالاً توسط موسی خورنی در قرن پنجم) نوشته شده‌است.

## جمعیت
[lبه گزارش «آشخارهاتسویتس» در قلمرو آسیای مرکزی در غرب ایمئون در دوران باستان، پانزده ملیت قدیمی صنعتگر و بازرگان سکونت داشت:
- ایمئون جنوبی (به ارمنی Emavon): هندوکش؛
- ایمئون جنوب شرقی: بدخشان و پامیر؛
- ایمئون شمالی: رشته‌کوه آلای و رشته‌های تین شان واقع در شمال دره فرغانه.
- شمال شرقی ایمئون: بخش مرکزی و شرقی تین شان

این کوه‌ها در شرق با سرزمین‌های چین، از جنوب با هند، از غرب با آریا (منطقه اطراف هرات امروزی که در نقشه ارمیان با عنوان «آریا» مشخص شده‌است) و در شمال غربی با خوارزم همسایه بودند.
سیستم کوهستانی توسط بخشی از جاده ابریشم منتهی به غرب از یارکند به تاشکورگان در شرق پامیر (که توسط بطلمیوس ذکر شده‌است و در نقشه آشخارهاتسویتس نیز نشان داده شده‌است) می‌گذرد، سپس از طریق دالان واخان و بدخشان به شهر بزرگ باستانی می‌رسد. باله (بلخ). یک جاده ابریشم شمالی جایگزین از کاشغر به دره علی علیا می‌رود و سپس از رشته‌کوه آلای گذشته و وارد دره فرغانه می‌شود.
کوه ایمئون به خاطر ذخایر لاجورد در غرب بدخشان که در نقشه شیراکاتسی نشان داده شده‌است، مشهور می‌باشد. معادن سر سنگ اکنون هزاران سال است که لاجورد تولید می‌کنند و تمدن‌های باستانی مصر، بین‌النهرین، هند و روم را تأمین می‌کنند و هنوز هم بهترین لاجورد جهان را تولید می‌کنند. مارکو پولو، ماجراجوی ونیزی، در سال ۱۲۷۱ در طول سفر معروف خود به چین، از معادن بازدید کرد و جاده ابریشم را دنبال کرد تا از طریق واخان از کوه‌ها عبور کند.
به گفته آشخارهاتسویتس، در قلمرو آسیای مرکزی در غرب ایمئون در دوران باستان پانزده ملت صنعتگر و بازرگان قدیمی حاکم بودند: ماساگت‌ها، بلغارها، خوارزمی‌ها («هروزمیکی») و … و در آن چهل و سه قبیله کوچ‌نشین از جمله هپتالیان و خیونان ساکن شده بودند. به غیر از آنانیا شیراکاتسی، تاریخ‌نگاران دیگر در اواخر باستان و قرون وسطی اولیه مانند آگاثیاس از میرین، تئوفیلاکت سیموکاتا، و میکائیل سریانی کوه ایمئون را به‌عنوان سرزمین اولیه بلغارهای باستان - جایی که پادشاهی باستانی بالهرا در آن قرار داشت، معرفی می‌کنند.

## افتخارات
رشته کوه ایمئون در جزیره اسمیت در جزایر شتلند جنوبی، قطب جنوب به نام کوه ایمئون نامگذاری شده‌است.